# Dalimil-Chronik

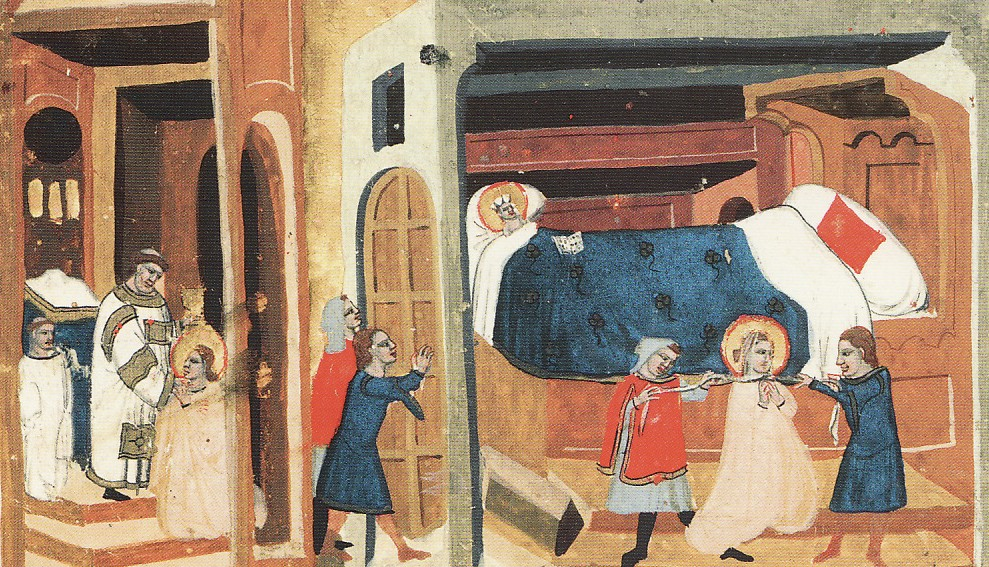
Eine Abbildung aus der 2005 entdeckten lateinischen Übersetzung der Dalimil-Chronik, der sogenannten „Pariser Handschrift“. Das Bild zeigt den Tod der Heiligen Ludmilla von Böhmen.

Die Dalimil-Chronik (tschechisch Dalimilova kronika) ist die älteste in tschechischer Sprache geschriebene Chronik. Neben ihrer Bedeutung als Sprachdenkmal ist sie vor allem für das späte 13. und beginnende 14. Jahrhundert von historischem Wert, da sie die Ereignisse am Ende der Přemysliden-Herrschaft aus Augenzeugen-Perspektive beschreibt.
Obwohl der Name ihres Verfassers unbekannt ist, wird sie seit dem 17. Jahrhundert allgemein als „Dalimil-Chronik“ oder „Chronik des sogenannten Dalimil“ bezeichnet.

## Die Chronik
Die gereimte Chronik gliedert sich in 106 Kapitel. Sie beginnt mit einem kurzen Kapitel über den Turmbau zu Babel und schildert dann die Geschichte Böhmens von den ersten legendären Herrschern bis zum Jahr 1314. Einige Nachträge beziehen sich vor allem auf die Jahre 1315 und 1316. Neben der Chronica Boemorum benutzte der Verfasser verschiedene Heiligenlegenden und bezog sich auch auf mündliche Überlieferung.
Die Chronik entstand während der Herrschaft König Johanns von Luxemburg und spiegelt die damalige adlige Opposition gegen den „fremden“ König und seine Berater wider. Der Autor schreibt patriotisch, als Verfechter des böhmischen Adels und Gegner fremder Einflüsse in Böhmen. Er wendet sich zum Beispiel gegen Turniere, fremde Kleidung und andere „schädliche“ ausländische Moden. Sein Werk wurde deshalb vor allem in Zeiten der nationalen Erweckungsbewegung verbreitet. Die Chronik gehört zu den bekanntesten Werken der frühen tschechischen Literatur.

## Überlieferung
Die Dalimil-Chronik ist in einer größeren Anzahl vollständiger und unvollständiger Handschriften überliefert und wurde seit 1620 vielfach nachgedruckt. Neben der tschechischen Originalfassung gibt es auch zwei unterschiedliche deutsche Übersetzungen – von diesen eine in Prosa. 2005 tauchte in einem Pariser Auktionssaal eine bis dahin unbekannte, illustrierte lateinische Übersetzung auf, die heute „Pariser Handschrift“ genannt wird. Sie wurde vermutlich um 1330–1340 in Norditalien im Auftrag des Königs Johann von Luxemburg angefertigt. Das Manuskript ging für 339.000 Euro in den Besitz des tschechischen Staates über.
Die handschriftliche Reimchronik der deutschen Überarbeitung Di tutsch kronik von Behem lant befindet sich im Archiv der Prager Burg in der Bibliothek des Metropolitankapitels.

## Ausgaben
- Pavel Ješín von Bezdězí: Die alttschechische Reimchronik des sogenannten Dalimil, Nachdruck mit einer Einleitung von Jiří Daňhelka. Sagner, München 1981, ISBN 3-87690-213-4 (= Sagners Slavistische Sammlung Band 4).
- J. Daňhelka, K. Hádek, B. Havránek, N. Kvítková (Hrsg.): Staročeská kronika tak řečeného Dalimila: vydání textu a veškerého textového materiálu. 2 Bände, Academia, Praha 1988, ISBN 80-7066-591-2; Band 3: Marie Bláhová: Staročeská kronika tak řečeného Dalimila v kontextu středověké historiografie latinského kulturního okruhu a její pramenná hodnota. Historický komentář. Rejstřík. Academia, Praha 1995, ISBN 80-200-0282-0 (kritische Ausgabe).
- Václav Hanka: Dalimilova Chronika Česká v nejdávnější čtení navrácena. 1849 (Digitalisat der dt. Ausgabe in der Google-Buchsuche)
- Josef Jireček (Hrsg.): Rýmovaná kronika česka tak rečeného Dalimila. Di tutsch kronik von Behemlant. In: Fontes rerum Bohemicarum (Band 3), Prag 1882, S. 1–293.
- Marie Bláhová (Hrsg.): Kronika tak řečeného Dalimila. Svoboda, Praha 1977 (Nachdichtung in modernem Tschechisch).